# Буквенно-цифровое обозначение аккорда
Буквенно-цифровое обозначение аккорда — метод упрощённой записи аккордов в музыкальном аккомпанементе, широко применяющийся в популярной музыке и джазе.

## Общие сведения
В соответствии с системой буквенно-цифровых обозначений аккорды обозначаются латинскими буквами, цифрами, математическими знаками и прочими символами. Иногда вместо знаков «плюс» и «минус» используются знаки альтерации: диез и бемоль.
В музыкальных произведениях могут встречаться одинаково звучащие аккорды с различными буквенно-цифровыми обозначениями. Помимо этого, обозначение не показывает, как звуки аккорда располагаются относительно друг друга и какие звуки аккорда необходимо удвоить. Таким образом, эти обозначения поясняют движение гармонии.

### Состав буквенно-цифрового обозначения аккорда
Обозначение аккорда состоит из нескольких частей: указывающей на тонику аккорда латинской буквы, определяющей лад аккорда приставки, а также цифр и других символов, указывающих на интервальное строение аккорда. Помимо этого существует несколько альтернативных обозначений, заменяющих или дополняющих основные.

#### Основной тон
Аккорды обозначаются большими латинскими буквами в соответствии с основным тоном. Маленькие буквы, применяемые для обозначения тональностей, как правило не используются для аккордов.
| Таблица латинских обозначений нот | Таблица латинских обозначений нот | Таблица латинских обозначений нот | Таблица латинских обозначений нот | Таблица латинских обозначений нот | Таблица латинских обозначений нот | Таблица латинских обозначений нот | Таблица латинских обозначений нот |
| --------------------------------- | --------------------------------- | --------------------------------- | --------------------------------- | --------------------------------- | --------------------------------- | --------------------------------- | --------------------------------- |
| до                                | ре                                | ми                                | фа                                | соль                              | ля                                | си-бемоль                         | си                                |
| C                                 | D                                 | E                                 | F                                 | G                                 | A                                 | B                                 | H                                 |

В некоторых странах (в том числе в США, Канаде и Ирландии) латинская буква B обозначает ноту «си» (на полутон ниже чем «до»), в то время как нота на тон ниже «до» обозначается B♭. В других странах (Россия, ФРГ, Польша и пр.) ноты на полтона и тон ниже «до» обозначаются как H и B соответственно.

#### Лад аккорда
Минорные аккорды содержат приставку m после основного тона. Для мажорных аккордов приставка не указывается.

Примеры: Am — ля-минор; C — до-мажор.

#### Самый широкий интервал аккорда
Рядом с латинским обозначением тоники и лада аккорда в цифровой форме указывается наибольший из интервалов в составе аккорда. Септаккорд обозначается цифрой «семь», нонаккорд — цифрой «девять» и так далее. Для трезвучий цифра «пять» обычно опускается.

Примеры: Am7 — малый минорный септаккорд от ля; C7 — септаккорд от до.

Мажорные аккорды без дополнительных обозначений строятся на тонике миксолидийского лада или доминанте натурального мажора, например: C13 — до—ми—соль—си-бемоль—ре—фа—ля.

#### Дополнительные действия над звуками
Если в состав аккорда входят альтерированные звуки, обозначение аккорда содержит цифру, соответствующую интервалу между этим звуком и тоникой, которой предшествует минус или «плюс». Минус означает, что соответствующий звук должен быть понижен на полутон, а плюс обозначает аналогичное повышение звука. Минус или плюс могут быть заменены соответственно бемолем (или внешне схожей латинской буквой b) или диезом (или внешне схожим октоторпом).
В состав аккорда могут входить дополнительные звуки. При этом обозначение аккорда содержит интервальный номер добавленного звука, которому предшествует косая черта. Для трезвучий вместо косой черты используется обозначение add.

Примеры: Am-5, Am♭5 — уменьшенный аккорд от ля; Am9/6 — минорный нонаккорд от ля с добавленной шестой ступенью; Cadd9 — мажорный аккорд от до с добавленной девятой ступенью.

Если после косой черты указана не цифра, а латинская буква, данный аккорд берётся не с тонической басовой нотой, а с басовой нотой, указанной после черты.

#### Другие обозначения
Существует несколько дополнительных сокращений, применяющихся для обозначения аккордов:
- aug (от англ. augmented), + — увеличенное трезвучие
- sus2 (от англ. suspended) — аккорд с пониженным до секунды терцовым тоном
- sus4 (от англ. suspended) — аккорд с повышенным до кварты терцовым тоном. "sus" без последующей цифры подразумевает sus4.
- maj7 (от англ. major), Δ — большой мажорный септаккорд
- dim (от англ. diminished), o — уменьшенное трезвучие
- mØ — малый септаккорд

### Исторические факты
10 мая 1999 года во время обсуждения законопроекта о гимне в Государственной думе Российской Федерации депутат Митрофанов предложил внести в музыкальную редакцию гимна поправку, касающуюся внесения в клавир буквенно-цифровых символов для обозначения аккордов. Во время написания гимна Александровым подобные обозначения не были распространены, однако на момент обсуждения законопроекта такая техника была предусмотрена нотной грамотой по всему миру. Тем не менее, в утверждённой музыкальной редакции Государственного гимна Российской Федерации буквенно-цифровые обозначения отсутствуют.